# 見返り柳
見返り柳（みかえりやなぎ）は、遊廓の入り口付近に生えた柳の名称。遊廓で遊んだ男が、帰り道に柳のあるあたりで、名残を惜しんで後ろを振り返ったことからこの名が付いた。
伊豆諸島の新島にも見返り柳はあるが、これは刑が執行される直前に罪人が刑場近くにある柳のあたりで振り返ったことからこう呼ばれた。

## 吉原（東京）

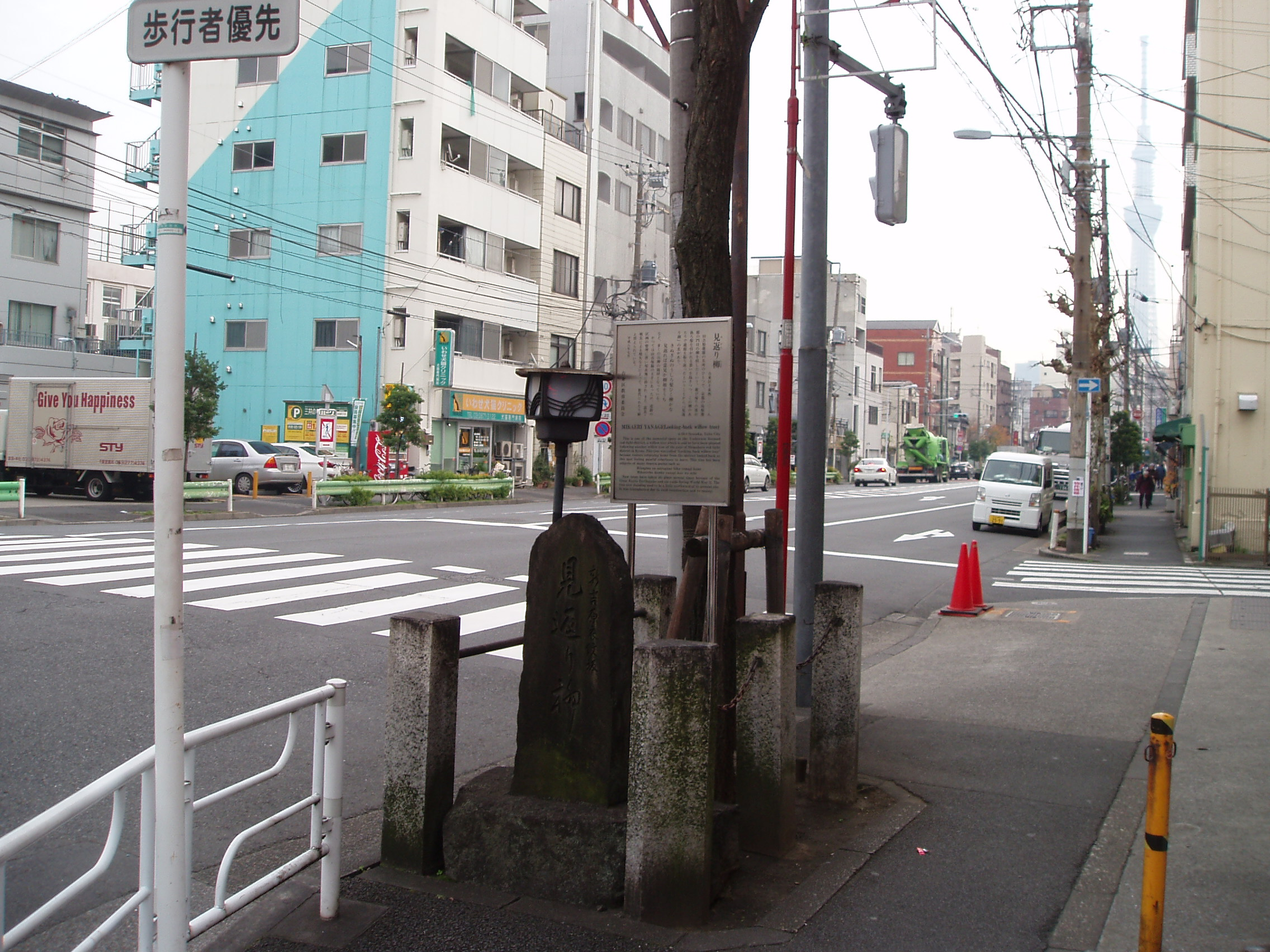
台東区千束4丁目10-8にある吉原の見返り柳（2015年12月撮影）。

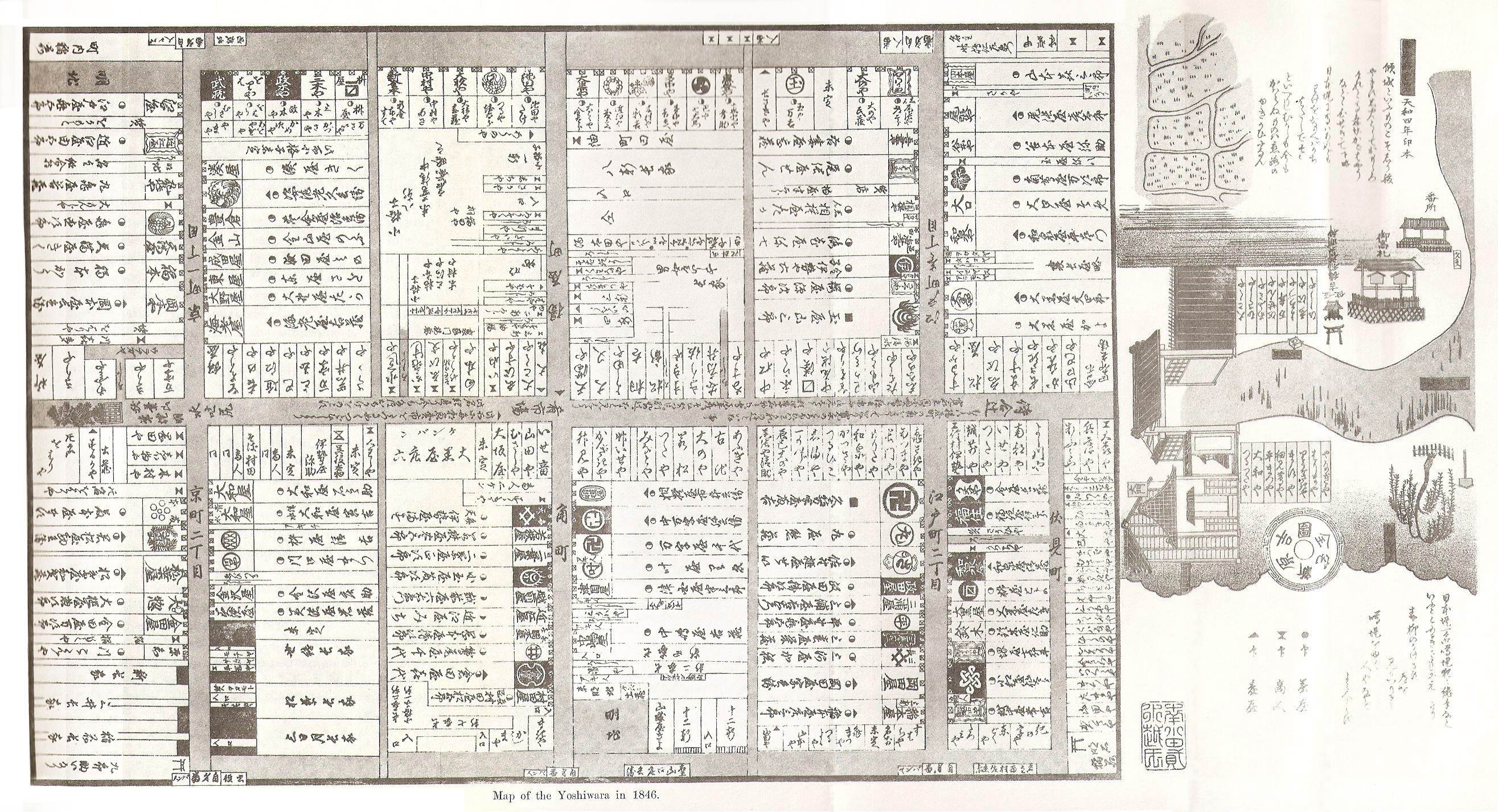
江戸末期の新吉原の見取り図。右に描かれているのが「見返り柳」。

隅田川の堤防である日本堤から、吉原遊廓（新吉原）へ下る坂を「衣紋坂（えもんさか）」という。衣紋坂から「く」の字に曲がりくねった「五十間道（ごじゅっけんみち）」が吉原の入口の大門まで続くが、この道の入口の左手にあるのが、見返り柳である。
宝暦7年の吉原細見『なみきのまつ』の序文では「出口の柳」と書かれており、後に「見返り柳」と呼ばれるようになったと考えられている。
- もてた奴 ばかり見返る 柳なり[3]
- 見返れば 意見か柳 顔を打ち
- こんな腰なりと出口に植て置き
- 柳は出口花はよし原
- 柳ちる 今朝の出口の わかれ際
- 大象もつなぐ出口の糸柳
- 狐より今は柳に化さるる
- はりはないはづ門外に柳なり
- 燈籠も絶て出口の柳ちる
- 借りて来た傘に出口柳の葉
- きぬぎぬに 送る出口の 柳腰
- 髪筋に 出口の柳 夜は見えて
- 三かえり 柳つなぎたき猪牙
- 万客になびく印を門へ植え
- やめてから 出口の柳 じやのごとし
- 了簡はもふ見かへりもせぬ柳
- 見かぎりの柳とわびる朝帰り

などの川柳が詠まれたほか、樋口一葉の『たけくらべ』冒頭や、落語の演目『明烏』にも見返り柳が出てくる。
吉原の見返り柳は、枯れるたびに新しい柳が植えられた。2013年（平成25年）現在、東京都台東区千束4丁目の交差点にある柳は、6代目となる。

## 丸山（長崎）

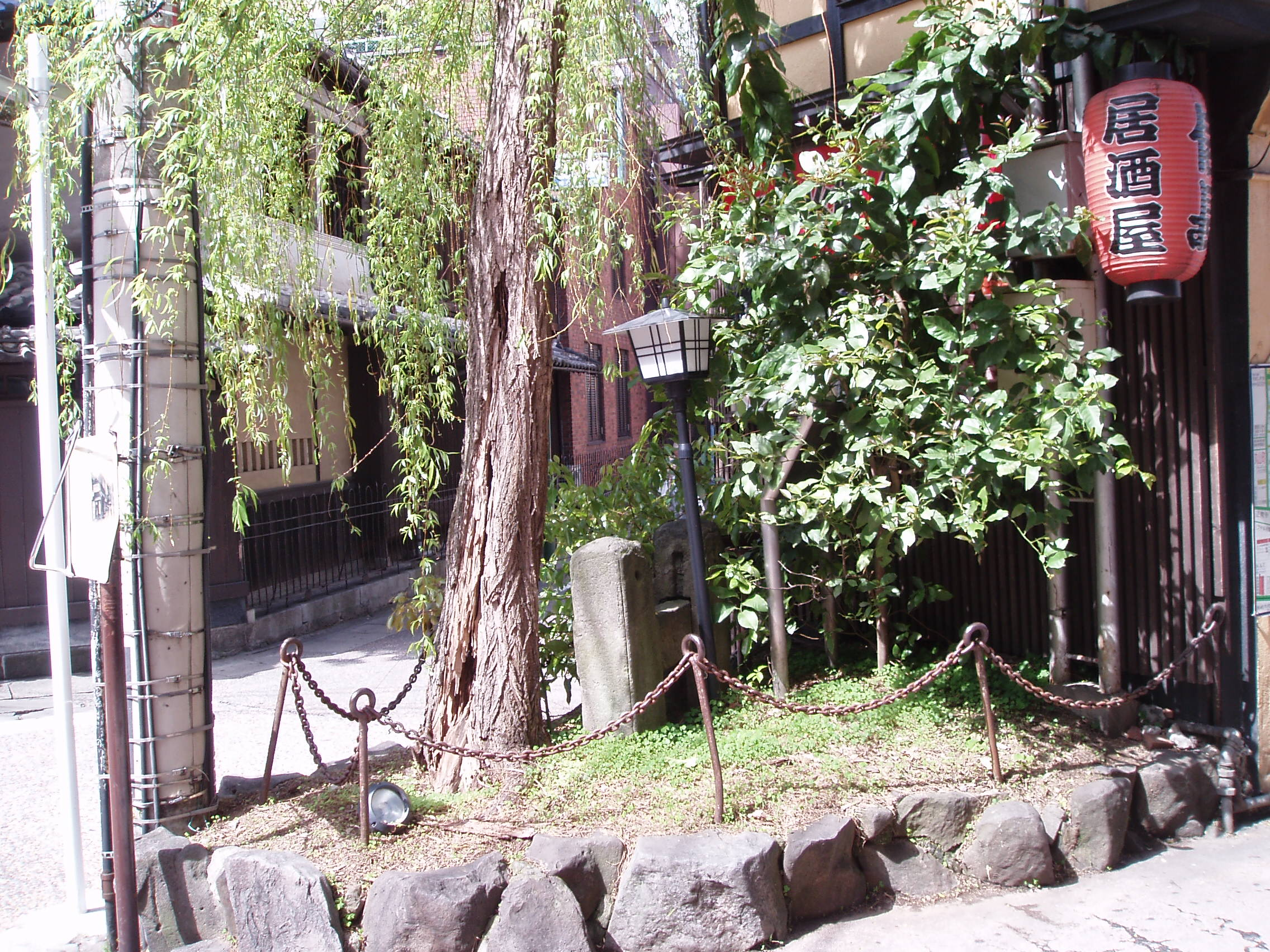
長崎市船大工町2丁目にある見返り柳（2016年4月撮影）。柳の根元にあるのが、思切橋の欄干跡。

長崎の見返り柳は、丸山の遊廓のものである。丸山への登楼口に通じる「思案橋（しあんばし）」で「行こうか行くまいか」と悩み（思案し）、「思切橋（おもいきりばし）」で意を決して（思い切って）、丸山の入口の二重門（ふたえもん）をくぐる。そして、帰り道に見返り柳の付近で振り返ったという。
2014年時点の見返り柳は、1975年3月8日に植樹された4代目で、船大工町2丁目にあるカステラ店舗福砂屋の向かいにある。柳の根元には移設された思切橋の欄干跡の碑がある。